# Sandër Saraçi
Sandër Saraçi (nevének ejtése sandəɾ saɾat͡ʃi; Shkodra, 1892. február 21. – Shkodra, 1979. december 18.) albán politikus, 1933-tól 1935-ig Albánia közmunkaügyi minisztere.
A forrásokban alakja helyenként összemosódik a diplomata, festő Çatin Saraçiéval (1899–1974).

## Életútja
Az észak-albániai Shkodra városában született, ott végezte el a kereskedelmi középiskolát 1912-ben. Fivéreivel 1912 és 1916 között egy írószerboltot működtettek. Saraçi ezzel párhuzamosan 1914-től a városi önkormányzat tisztviselője volt, 1916-ban a városi tanács főtitkárává léptették elő. A tisztséget 1921-ig látta el, amikor a tiranai közmunkaügyi minisztérium tisztviselőjévé nevezték ki. Előbb mint titkár, 1926-tól 1932-ig pedig mint főtitkár látta el a rábízott feladatokat. 1932-től 1939-ig a nemzetgyűlés képviselője is volt.
1933. január 11-étől 1935. október 16-áig a Pandeli Evangjeli vezette kormányban a közmunkaügyi tárcát irányította. Az olasz pénzügyi segély korábbi felfüggesztése miatt tárcája elhanyagolható költségvetéssel rendelkezett, látványos beruházásokra nem nyílt mód. Saraçi a politikai berkekben könnyen korrumpálható ember hírében állt, 1935. június 18-ai lemondásához is egy a minisztériumában kirobbant botrány vezetett.
Albánia 1939. áprilisi olasz lerohanását követően a megszálló hatóságok Olaszországba internálták, ahonnan csak 1940-ben térhetett haza. A második világháborút követően, 1948-ban a kommunista hatóságok a nép ellenségeként letartóztatták, majd internálták. Internálásának helyszínei előbb Shtyllas, Radostina, Fier voltak, végül 1954-től 1958-ig Kuçban élt szoros hatósági felügyelet alatt. Shkodrában hunyt el nyolcvanhét éves korában.